# Antivitamine
Antivitamine bzw. Vitamin-Antagonisten sind die Gegenspieler von Vitaminwirkungen. Ein übermäßiger Konsum von Antivitaminen kann zu Vitaminmangelsymptomen führen. Diese Gefahr besteht in der Praxis jedoch nur bei massiver Fehlernährung oder extrem einseitiger Ernährung. Die meisten der unten aufgeführten Beispiele dienen zur künstlichen Erzeugung von Vitaminmangelzuständen in der Vitaminforschung. Der Wirkungsmechanismus von Vitaminantagonisten ist unterschiedlich und kann wie folgt erklärt werden:
- Hemmung der Vitaminsynthese. Beispiele:
  - Acidomycin ist ein Antibiotikum, das gegen Mykobakterien (Tuberkelbazillen) aktiv ist, indem es deren Biotinsynthese blockiert.
  - Dicumarol (entsteht durch Schimmelpilze in verdorbenem Steinklee[1][2]) greift in den Vitamin-K-Stoffwechsel ein, indem es die Vitamin-K-Epoxidreduktase und die Vitamin-K-Reduktase hemmt und damit die Biosynthese der Gerinnungsfaktoren 2, 7, 9 und 10.
  - Lapachol (Bestandteil der Rinde des südamerikanischen Lapacho-Baums sowie der Samen einiger weiterer tropischer Pflanzen) ist ein starker Inhibitor der Vitamin-K-Reduktase.
- Hemmung der Vitaminaufnahme im Darm. Beispiele:
  - Alkoholmissbrauch führt zu einer gestörten Vitamin-B1-Resorption im Darm und verminderter Speicherung in der Leber.
  - Alkohol-induzierte Zinkdefizite inaktivieren die alkalische Phosphatase im Jejunum und hemmen dadurch die Vitamin-B6-Aufnahme (Pyridoxalphosphatresorption).
  - Avidin (enthalten im Eiklar, wird durch Hitze inaktiviert) bildet mit Biotin einen stabilen Komplex, der im Darm nicht resorbiert wird.
- Kompetitive Hemmung der Vitaminwirkung im Vitaminstoffwechsel. Beispiele:
  - Hydrazinderivate (z. B. Linatin, in kleinen Mengen enthalten in Leinsamen; Phenylhydrazin im Frühjahrslorchel; Agaritin, in kleinen Mengen im Zuchtchampignon enthalten) verbinden sich im Körper mit Vitamin B6 zu Pyridoxalhydrazonen, die die Pyridoxalphosphatkinase hemmen und damit die Phosphorylierung des Vitamin B6 zur aktiven Form.
  - Canalin (entsteht leicht in Leguminosen aus Canavanin) kann als substituiertes Hydroxylamin Oxime mit Pyridoxal oder Pyridoxalphosphat bilden. Oxime können die Pyridoxalphosphatkinase und damit die Aktivierung von Vitamin B6 blockieren.
  - Cycloserin, ein Antibiotikum, das in der Tuberkulosetherapie verwendet wird, kann mit Pyridoxalphosphat Oxime bilden.[3]
  - Mimosin, das in den Blättern der Leguminosen Mimosa und Leucaena vorkommt bildet mit Pyridoxalphosphat einen Komplex und blockiert einige Vitamin-B6-abhängige Enzyme.
  - Das Alkoholabbauprodukt in der Leber Acetaldehyd blockiert die Vitamin-B1-abhängige Pyruvatdehydrogenase und damit die oxidative Decarboxylierung von 2-Oxosäuren.
  - Norbiotin, Dehydrobiotin, Biotinsulfon, Desthiobiotin und Homobiotin sind vollständige Biotinantagonisten.
  - Roseoflavin (ein Antibiotikum, das aus Streptomyces davawensis gewonnen wird) ist ein Vitamin-B2-Antagonist und wirkt antibiotisch auf Staphylococcus aureus.
  - Methotrexat ist ein Folsäureantagonist.[4] Es wird bei der Behandlung von Krebsarten wie Leukämie, bei rheumatoider Arthritis und bei Psoriasis benutzt.
  - Warfarin tritt in Konkurrenz zu Vitamin K.[4]
- Hemmung von Koenzymen im Vitaminstoffwechsel. Beispiel:
  - Penicillamin komplexiert Kupfer, was die Wirkung bei Kollagenosen erklären könnte. Vitamin B6 und Kupfer sind Cofaktoren der Lysinoxidase, dem geschwindigkeitsbestimmenden Schritt der Kollagenbiosynthese.
  - Phytate (Inositolhexaphosphate, in hoher Konzentrationen in Brotsorten, die mit kleiehaltigen Vollkornmehlen und kurzer Teigführung gebacken wurden, in schwarzem Tee, in Getreidekleie und zahlreichen Hülsenfrüchten enthalten) können Zink binden und die Aufnahme hemmen. Zink ist ein wichtiges Koenzym des Folsäure-, Vitamin-B6- und Vitamin-A-Stoffwechsels.
- Abbau von Vitaminen. Beispiele:
  - Thiaminasen (im schwarzen Tee, in Farnen, im Schellfisch) spalten Vitamin B1 auf in Thiazol- und Pyrimidin-Derivate.

Zahlreiche Lebensmittel, Medikamente und Umweltschadstoffe stellen Antivitamine dar – oft jedoch erst ab einer bestimmten Dosis. Die folgende Tabelle ist unvollständig und stellt daher nur eine grobe Orientierungshilfe dar.
| Vitamin    | Vitamin-Antagonisten            | Beispielhafte Lebensmittel                                         |
| ---------- | ------------------------------- | ------------------------------------------------------------------ |
| Vitamin B1 |                                 | Kaffee, Bohnen, Shrimps, Alkohol, Tee, Betelnüsse und Heidelbeeren |
| Vitamin B6 | Hydrazin, Linatin, Alkohol      |                                                                    |
| Biotin     | Avidin, Niacin                  | Eiklar, Mais, Hirse                                                |
| Vitamin K  | Dicumarol, Vitamin A, Vitamin E |                                                                    |